# Ranchito de Agujas
Ranchito de Agujas är en ort i Mexiko.   Den ligger i kommunen Balleza och delstaten Chihuahua, i den nordvästra delen av landet, 1 100 km nordväst om huvudstaden Mexico City. Ranchito de Agujas ligger 1 586 meter över havet och antalet invånare är 118.
Terrängen runt Ranchito de Agujas är kuperad söderut, men norrut är den platt. Ranchito de Agujas ligger nere i en dal. Runt Ranchito de Agujas är det mycket glesbefolkat, med 3 invånare per kvadratkilometer. Närmaste större samhälle är Mariano Balleza, 2,9 km öster om Ranchito de Agujas. Omgivningarna runt Ranchito de Agujas är i huvudsak ett öppet busklandskap.